# Mesarchaea bellavista
Mesarchaea bellavista är en spindelart som beskrevs av Forster och Norman I. Platnick 1984. Mesarchaea bellavista ingår i släktet Mesarchaea och familjen Mecysmaucheniidae. Inga underarter finns listade i Catalogue of Life.